# 5440 Terao
Az 5440 Terao (ideiglenes jelöléssel 1991 HD) a Naprendszer kisbolygóövében található aszteroida. A. Sugie fedezte fel 1991. április 16-án.